# Georges Sérès Jr.
Georges Sérès Jr. (ur. 17 stycznia 1918 w Paryżu  – zm. 25 czerwca 1983 w Boulogne-Billancourt) – francuski kolarz torowy i szosowy, brązowy medalista torowych mistrzostw świata.

## Kariera
Największy sukces w karierze Georges Sérès Jr. osiągnął w 1950 roku, kiedy zdobył brązowy medal w wyścigu ze startu zatrzymanego zawodowców podczas torowych mistrzostw świata w Liège. W zawodach tych wyprzedzili go jedynie jego rodak Raoul Lesueur oraz Holender Jan Pronk. Był to jedyny medal wywalczony przez Sérèsa na międzynarodowej imprezie tej rangi. Wielokrotnie zdobywał medale torowych mistrzostw Francji, w tym kilka złotych w swej koronnej konkurencji. Startował również w wyścigach szosowych, ale bez większych sukcesów. Nigdy nie wystąpił na igrzyskach olimpijskich.
Jego ojciec Georges Sérès również był kolarzem.